# Pseudohermonassa treati
Pseudohermonassa treati är en fjärilsart som beskrevs av Augustus Radcliffe Grote 1875. Pseudohermonassa treati ingår i släktet Pseudohermonassa och familjen nattflyn. Inga underarter finns listade.